# Г'юз (Аляска)
Г'юз (англ. Hughes) — місто (англ. city) в США, у зоні перепису населення Юкон-Коюкук штату Аляска. Населення — 85 осіб (2020).

## Географія
Розташоване на східному березі річки Коюкук, приблизно за 104 км на північний схід від міста Гуслія і за 338 км на північний захід від Фербанкса.
Г'юз розташований за координатами 66°2′41″ пн. ш. 154°14′14″ зх. д. / 66.04472° пн. ш. 154.23722° зх. д. (66.044722, -154.237175). За даними Бюро перепису населення США в 2010 році місто мало площу 7,80 км², уся площа — суходіл.

### Клімат
Місто знаходиться у зоні, котра характеризується континентальним субарктичним кліматом. Найтепліший місяць — липень із середньою температурою 13.3 °C (56 °F). Найхолодніший місяць — лютий, із середньою температурою -22.2 °С (-8 °F).
| Клімат Г'юза            | Клімат Г'юза | Клімат Г'юза | Клімат Г'юза | Клімат Г'юза | Клімат Г'юза | Клімат Г'юза | Клімат Г'юза | Клімат Г'юза | Клімат Г'юза | Клімат Г'юза | Клімат Г'юза | Клімат Г'юза | Клімат Г'юза |
| Показник                | Січ.         | Лют.         | Бер.         | Квіт.        | Трав.        | Черв.        | Лип.         | Серп.        | Вер.         | Жовт.        | Лист.        | Груд.        | Рік          |
| Абсолютний максимум, °C | 2            | 0            | 1            | 13           | 22           | 27           | 29           | 25           | 23           | 7            | 2            | 0            | 29           |
| Середній максимум, °C   | −15          | −17          | −7           | 0            | 11           | 17           | 18           | 14           | 7            | −3           | −14          | −18          | 0            |
| Середня температура, °C | −18          | −22          | −12          | −5           | 6            | 12           | 13           | 10           | 3            | −5           | −17          | −23          | −5           |
| Середній мінімум, °C    | −22          | −27          | −18          | −10          | 1            | 7            | 8            | 6            | 0            | −8           | −20          | −27          | −9           |
| Абсолютний мінімум, °C  | −43          | −43          | −43          | −33          | −12          | 0            | 1            | −2           | −13          | −27          | −39          | −49          | −49          |
| Норма опадів, мм        | 40           | 20           | 40           | 20           | 20           | 30           | 60           | 100          | 70           | 30           | 20           | 30           | 530          |
| Днів з дощем            | 4            | 2            | 4            | 2            | 2            | 3            | 4            | 7            | 4            | 3            | 2            | 3            | 45           |
| Вологість повітря, %    | 69           | 65           | 62           | 63           | 61           | 60           | 71           | 79           | 77           | 75           | 66           | 65           | 68           |
| ----------------------- | ------------ | ------------ | ------------ | ------------ | ------------ | ------------ | ------------ | ------------ | ------------ | ------------ | ------------ | ------------ | ------------ |
| Джерело: Weatherbase    |              |              |              |              |              |              |              |              |              |              |              |              |              |

## Демографія

### Перепис 2010
Згідно з переписом 2010 року, у місті мешкало 77 осіб у 31 домогосподарстві у складі 16 родин. Густота населення становила 10 осіб/км². Було 40 помешкань (5/км²).
Расовий склад населення:
| - 96,1 % — корінних американців - 2,6 % — чорних або афроамериканців - 1,3 % — білих |

До двох чи більше рас належало 0,0 %. Частка іспаномовних становила 0,0 % від усіх жителів.
За віковим діапазоном населення розподілялося таким чином: 20,8 % — особи молодші 18 років, 66,2 % — особи у віці 18—64 років, 13,0 % — особи у віці 65 років та старші. Медіана віку мешканця становила 32,8 року. На 100 осіб жіночої статі у місті припадало 97,4 чоловіків; на 100 жінок у віці від 18 років та старших — 103,3 чоловіків також старших 18 років.
Середній дохід на одне домашнє господарство становив 46 094 долари США (медіана — 32 500), а середній дохід на одну сім'ю — 55 255 доларів (медіана — 48 750). За межею бідності перебувало 21,0 % осіб, у тому числі 14,8 % дітей у віці до 18 років та 40,0 % осіб у віці 65 років та старших.
Цивільне працевлаштоване населення становило 21 особа. Основні галузі зайнятості: публічна адміністрація — 61,9 %, роздрібна торгівля — 19,0 %, освіта, охорона здоров'я та соціальна допомога — 9,5 %, транспорт — 4,8 %.

### Перепис 2000
За даними перепису 2000 року населення міста становило 78 осіб. Расовий склад: корінні американці — 78,21 %; білі — 10,26 %; представники двох і більше рас — 1,28 % та представники інших рас — 10,26 %. Частка осіб у віці молодше 18 років — 39,7 %; осіб старше 65 років — 9,0 %. Середній вік населення — 26 років. На кожні 100 жінок припадає 110,8 чоловіків; на кожні 100 жінок старше 18 років — 123, 8 чоловіків.
З 26 домашніх господарств в 50,0 % — виховували дітей віком до 18 років, 34,6 % представляли собою подружні пари, які спільно проживають, в 26,9 % сімей жінки проживали без чоловіків, 30,8 % не мали родини. 30,8 % від загального числа сімей на момент перепису жили самостійно, при цьому 0 % склали самотні літні люди у віці 65 років та старше. В середньому домашнє господарство ведуть 3,00 особи, а середній розмір родини — 3,67 особи.
Середній дохід на спільне господарство — $24 375; середній дохід на сім'ю — $33 125. Середній дохід на душу населення — $10 193. Близько 21,1 % сімей та 28,0 % мешканців живуть за межею бідності, включаючи 28,6 % осіб молодше 18 років і 28,6 % осіб старше 65 років.